# Michael Bochow
Michael Bochow (* 26. März 1948 in Bad Bevensen) ist ein deutscher Sachbuchautor und Soziologe.
Nach seiner Kindheit in Niedersachsen, seiner dortigen Schulausbildung und dem Abitur in der Deutschen Evangelischen Oberschule in Kairo zog Bochow 1967 nach Berlin, wo er Politikwissenschaft und Soziologie studierte. Nach seiner Promotion arbeitete er als Soziologe an der Freien Universität Berlin. Er arbeitete bei der Forschungsgruppe Public Health am Wissenschaftszentrum Berlin für Sozialforschung bis zu ihrer Auflösung 2012.
Seit 1987 startete Bochow Fragebögen, die im Allgemeinen „Bochow-Studie“ genannt werden und die sich dem Verhalten von homosexuellen Männern in Sachen Sexualität, insbesondere "Safer-Sex-Praktiken" und infektiongefährlichen Praktiken, dem Informationsstand zu HIV, Aids und deren Prävention widmen.

## Werke
- AIDS, wie leben schwule Männer heute? Bericht über eine Befragung im Auftrag der Deutschen AIDS-Hilfe. 123 S. Berlin: Deutsche AIDS-Hilfe e.V., 2. Aufl. 1989.
- Aids und Schwule. Individuelle Strategien und kollektive Bewältigung. Bericht über die zweite Befragung im Auftrag der Deutschen AIDS-Hilfe e.V. 119 S. Berlin: Deutsche AIDS-Hilfe e.V., 1989.
- Schwuler Sex und die Bedrohung durch AIDS: die Reaktionen homosexueller Männer Aids in Ost- und Westdeutschland. Ergebnisbericht zu einer Befragung im Auftrag der Bundeszentrale für Gesundheitliche Aufklärung/Köln. 173 S. Berlin: Deutsche AIDS-Hilfe e.V., 1994. ISBN 3930425076
- Informationsstand und präventive Vorkehrungen im Hinblick auf AIDS bei homosexuellen Männern der Unterschicht. 125 S. Berlin: Deutsche AIDS-Hilfe e.V., 1997. ISBN 3930425211
- Älter werden wir umsonst. Schwules Leben jenseits der Dreißig. Erfahrungen, Interviews, Berichte. Von Hans-Georg Stümke mit Beiträgen von Michael Bochow u. a. 286 S. Berlin: rosa Winkel, 1998. ISBN 3861490714
- Schwules Leben in der Provinz: zum Beispiel Niedersachsen. 195 S. Berlin: Edition Sigma, 1998. ISBN 3894046848
- Das kürzere Ende des Regenbogens. HIV-Infektionsrisiken und soziale Ungleichheit bei schwulen Männern. 342 S. Berlin: Edition Sigma, 2000. ISBN 3894046856[1]
- Schwule Männer, AIDS und Safer Sex – neue Entwicklungen. Eine Befragung im Auftrag der Bundeszentrale für gesundheitliche Aufklärung, Köln. 143 S. Berlin: Deutsche AIDS-Hilfe, 2001. ISBN 3930425424
- Homosexualität und Islam. Koran – Islamische Länder – Situation in Deutschland. Hrsg. v. Michael Bochow und Rainer Marbach. 159 S. Hamburg: MännerschwarmSkript Verlag, 2003. ISBN 3935596243[2]
- Muslime unter dem Regenbogen. Homosexualität, Migration und Islam. 270 S. Berlin: Querverlag, 2004. ISBN 3896560980
- Schwule Männer und Aids. Risikomanagement in Zeiten der sozialen Normalisierung einer Infektionskrankheit. Eine Befragung im Auftrag der Bundeszentrale für gesundheitliche Aufklärung, Köln. Von Christine Höpfner, Holger Sweers, Michael Bochow und Michael T. Wright. 190 S. Berlin: Deutsche AIDS-Hilfe, 2004. ISBN 3930425548
- Ich bin doch schwul und will das immer bleiben. Schwule Männer im Dritten Lebensalter. 369 S. Hamburg: Männerschwarm, Skript Verlag, 2005. ISBN 3-935596-79-0[3]